# Herzog von Mortemart

Wappen der Herzöge von Mortemart mit dem Wappen des Hauses Rochechouart als Herzschild

Die Familie der Herzöge von Mortemart ist eine jüngere Linie des Hauses Rochechouart. Die Herren von Mortemart erhielten den Herzogstitel und die Erhebung zum Pair von Frankreich 1663.

## Die Herren von Mortemart
- Guillaume († 1272), Sohn von Aimery VIII. Vizegraf von Rochechouart, und Marguerite de Limoges. Kinder: Guillaume, Foucault, Gui.
- Guillaume, dessen Sohn, ohne Nachkommen († 1292).
- Foucault, dessen Bruder († 1338). Kinder: Aimery, Foucault, Simon, Aimar, Catherine, Laure.
- Aimery, dessen Sohn mit Almodie de Montrocher. Teilnehmer der Schlacht von Crécy, danach in englischer Gefangenschaft, Teilnehmer an der Schlacht bei Maupertuis, wo er schwer verwundet wurde, X 1369 in der Schlacht bei Surgères. Kinder: Foucault, Aimery, Marguerite.
- Aimery, dessen Sohn mit Ayde de Pierre-Buffière. Berater des Königs Karl V., Teilnehmer an der Eroberung Guyennes († 1397). Kinder: Guillaume, Marguerite, Guichard, Jean, Gui, Louis, Catherine.
- Guillaume, dessen Sohn mit Jeanne d'Archiac, (1350–1431), kämpfte im Heiligen Land
- Jean, Sohn von Aimery de Rochechouart und Jeanne d'Angle. Teilnehmer an der Schlacht von Azincourt (1415), fiel in englische Gefangenschaft. Kammerherr des Königs Karl VII., Gouverneur von La Rochelle († 1444). Kinder: Pierre, Aimery, Louise, Jeanne, Jean, Louis, Radegonde, Marie.
- Jean, dessen Sohn mit Jeanne de Torsay († 1477). Kinder: Jean, Aimery, Charles, Pierre, Louis, Jean, Anne, Madeleine, Jeanne.
- Aimery, dessen Sohn mit Marguerite d'Amboise. Kammerherr des Königs Karl VIII., nahm an der Eroberung der Franche-Comté teil († 1516). Kinder: Georges, François, Louis, Claue, Adrien, Aubin, Aimery, Anne.
- François, dessen Sohn mit Jeanne de Pontville, (1502–1552). Kinder: René, Gabrielle, Madeleine.
- René, dessen Sohn mit Renée Taveau, (1528–1587). Kinder: Gaspard, René, François, Aimé, Jean, Isabelle, Aimerie, Gabrielle, Eléonore, Yolande.
- Gaspard, dessen Sohn mit Jeanne de Saulx-Tavannes, (1575–1643). Kinder: Gabriel, Louis, Esther, Benjamin.

## Die Herzöge von Mortemart

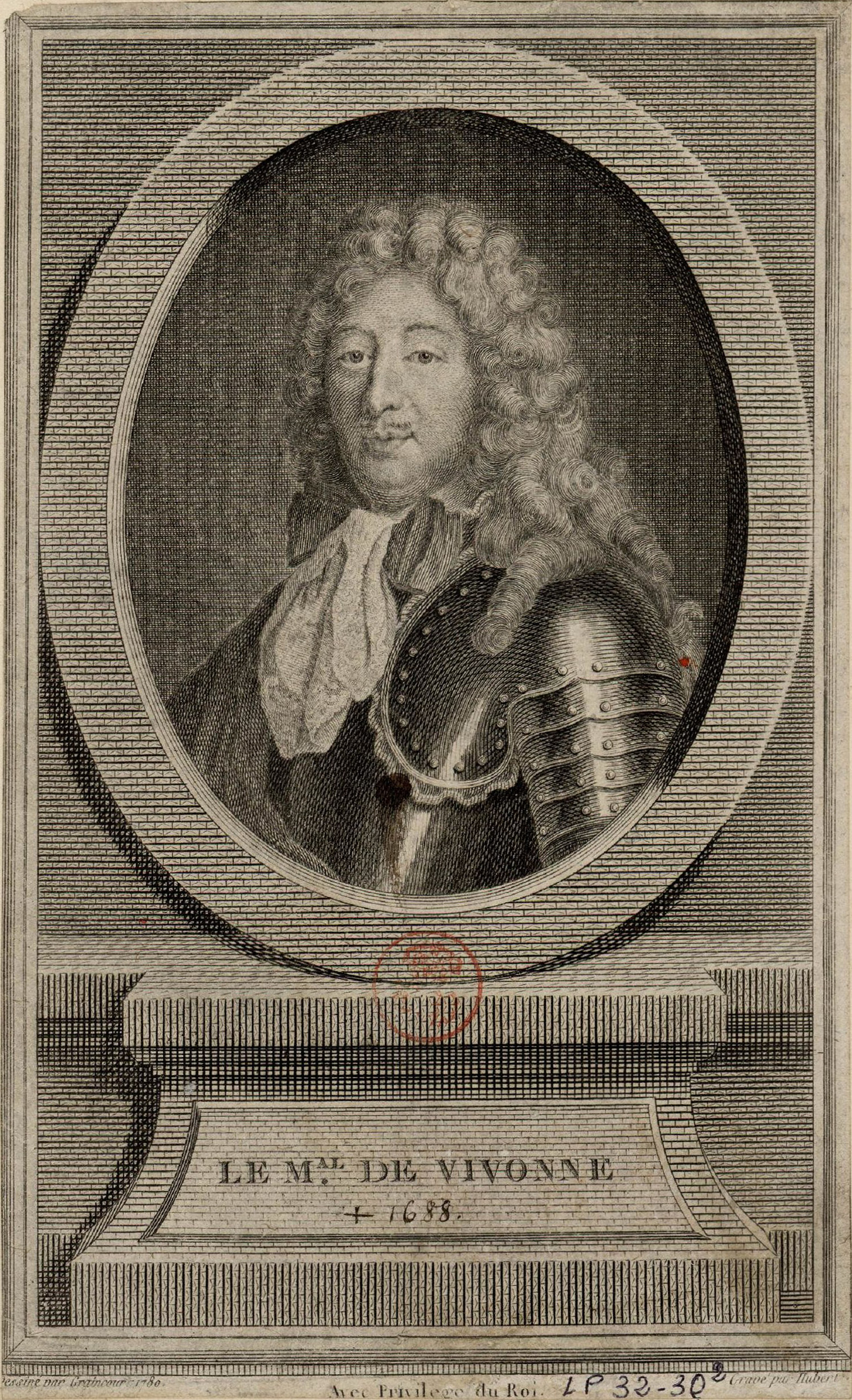
Louis Victor de Rochechouart de Mortemart (1636–1688) Marschall von Frankreich

- Gabriel (1600–1675), dessen Sohn mit Louise de Maure. 1663 Herzog von Mortemart, Militärgouverneur von Paris und der Île de France. Kinder: Louis-Victor; Gabrielle, Marquise de Thianges; Marie-Christine; Françoise-Athénaïs, Marquise de Montespan; Gabrielle, Äbtissin von Fontevraud.
- Louis-Victor (1636–1688), dessen Sohn mit Diane de Grandseigne. Marschall von Frankreich, Pair von Frankreich. Kinder: Louis; Gabrielle, Äbtissin von Beaumont-les-Tours; Charlotte, Duchesse d'Elbœuf; Marie-Élisabeth, Marquise de Castries; Louise-Françoise, Äbtissin von Fontevrault; Gabrielle-Victoire, Duchesse de Lesdiguières.
  - Louis (1663–1688), dessen Sohn mit Antoinette de Mesmes. General, heiratete Marie-Anne Colbert, Tochter von Jean-Baptiste Colbert. Kinder: Louis, Jean-Baptiste, Marie-Anne, Louise-Gabrielle, Marie-Françoise.
- Louis (1681–1746), dessen Sohn mit Marie-Anne Colbert. 1688 Duc de Mortemart und Pair de France, trat 1730 zurück.
- Paul Louis (1730–1731), dessen Sohn mit Marie Henriette de Beauvilliers, 1730 Duc de Mortemart, Pair de France
- Charles Auguste (1714–1743), dessen Bruder, 1731 Duc der Mortemart und Pair de France
- Louis François (1739/40–1744), dessen Sohn, Duc de Rochechechouart
- Jean-Baptiste (1682–1757), Sohn von Louis de Rochechouart de Mortemart und Marie-Anne Colbert. 1743 Duc de Mortemart und Pair de France. Kinder: Louis († 1725), Marie-Anne, Jean-Baptiste, Charles-Auguste.
- Jean-Baptiste Victor (1712–1771), dessen Sohn mit Marie-Madeleine Colbert. 1755 Duc de Mortemart und Pair de France. Kinder: Victor-Gabriel, Louis-Gabriel, Charles-Maximilien, Augustin-François, Victurnien-Jean-Baptiste, Victurnien-Bonaventure, Victurnien-Léonard, Victurnien-henri, Victurnienne-Delphine.

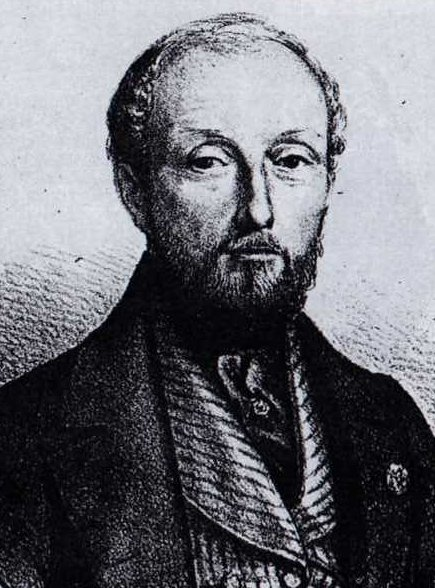
Casimir de Rochechouart de Mortemart (1787–1875), General und Pair de France

- Victurnien Jean-Baptiste (1752–1812), dessen Sohn mit Charlotte Nathalie de Manneville. 1771 Duc de Mortemart und Pair de France. Kinder: Anne, Nathalie, Catherine, Aimé, Casimir, Emma, Antonia, Alicia.
- Casimir (1787–1875), dessen Sohn mit Adélaïde de Cossé-Brissac. 1812 Duc de Mortemart, 1814 Pair de France. Kinder: Alice, Arthur († 1840), Henriette, Cécile, Berthe.
- Anne Victurnien René Roger (1804–1893), Großneffe Victurnien-Jean-Baptistes, 1875 10. Herzog von Mortemart
- François Marie Victurnien (1832–1893), dessen Neffe, 1893 11. Herzog
- Arthur Casmir Victurnien (1856–1926), dessen Sohn, 1893 12. Herzog
- Charles Marie Louis Arthur Victurnien (1908–1961), dessen Enkel, 1926 13. Herzog
- François Marie Charles Arthur Georges Victurnien (1930–1992), dessen Sohn, 1961 14. Herzog
- Charles de Rochechouart, Duc de Mortemart et de Vivonne (* 1967), dessen Sohn, 1992 15. Herzog

## Besitzungen
Die Burg in Mortemart wurde 995 von Abon Drut, Seigneur de Mortemart, erbaut. 1791 verkauft, wurde die Ruine Anfang des 19. Jahrhunderts von der Familie zurückerworben und restauriert; sie gehört bis heute dem Herzog von Mortemart.
Das Hôtel de Mortemart in Paris stammt von 1686. Das Schloss Meillant, das Schloss Hombourg-Budange sowie das Château du Réveillon (in Entrains-sur-Nohain) kamen im 18. bzw. 19. Jahrhundert an die Familie und gehören ihr bis heute.

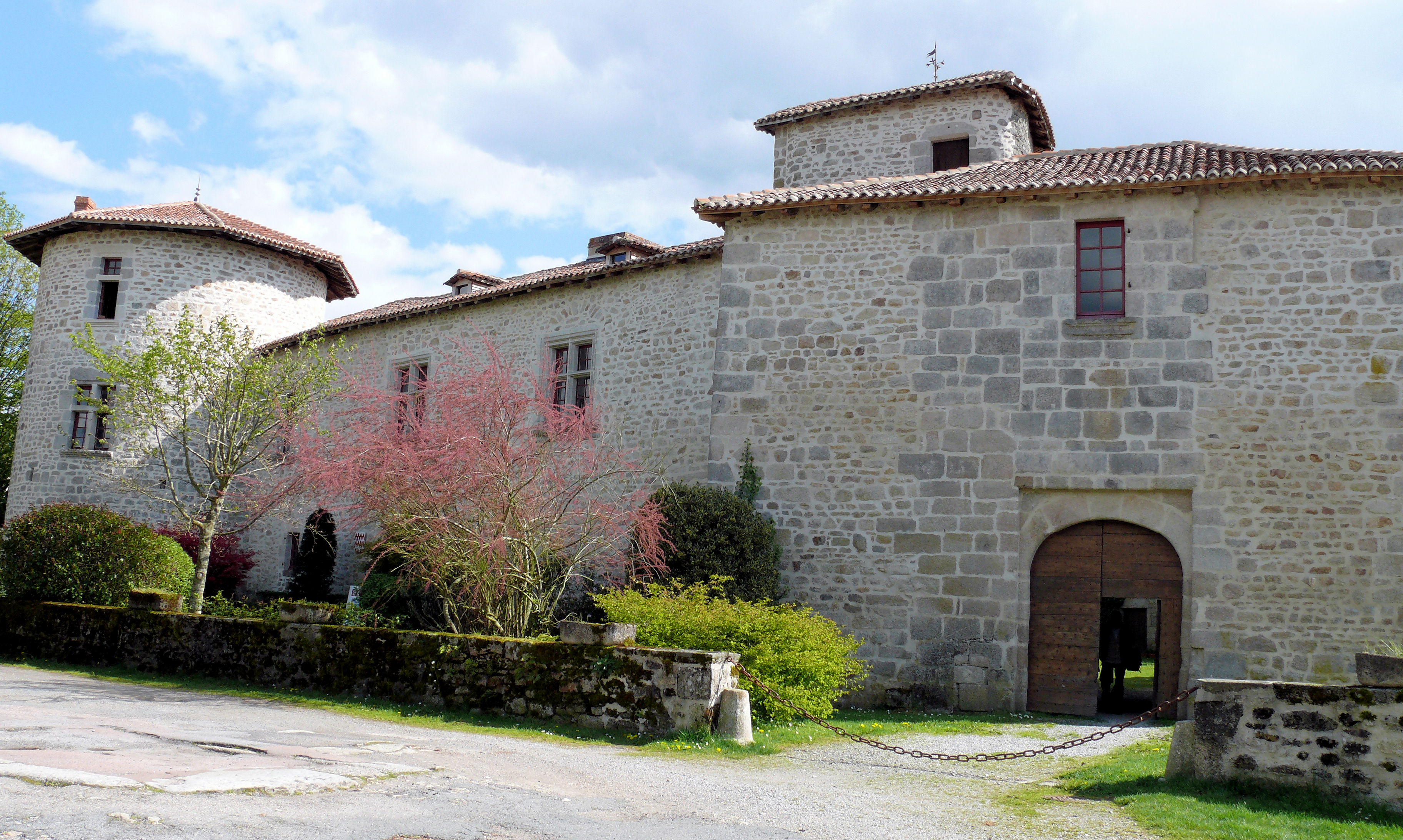
Château de Mortemart
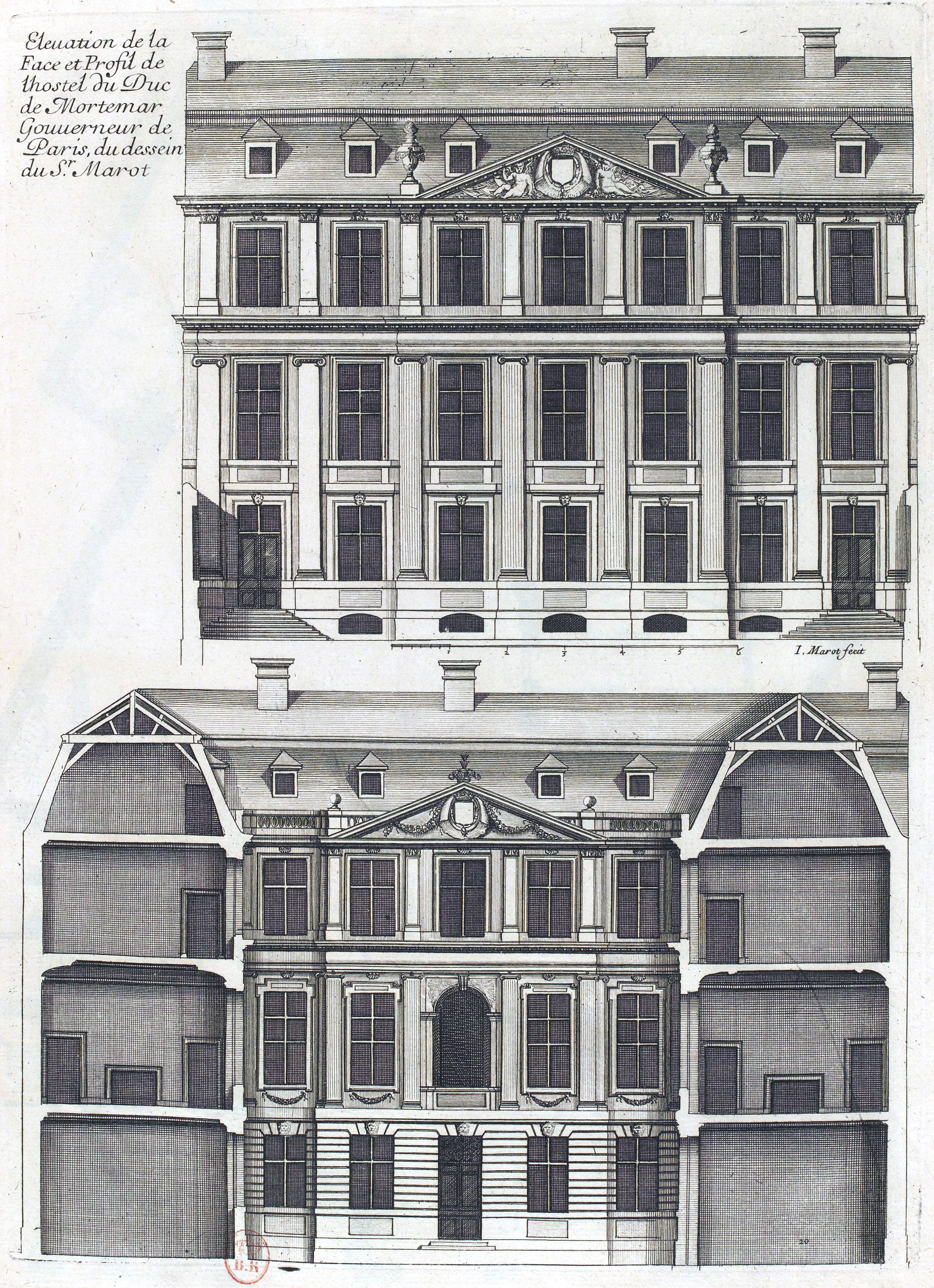
Hôtel de Mortemart, Rue Saint-Guillaume, Paris (1686)
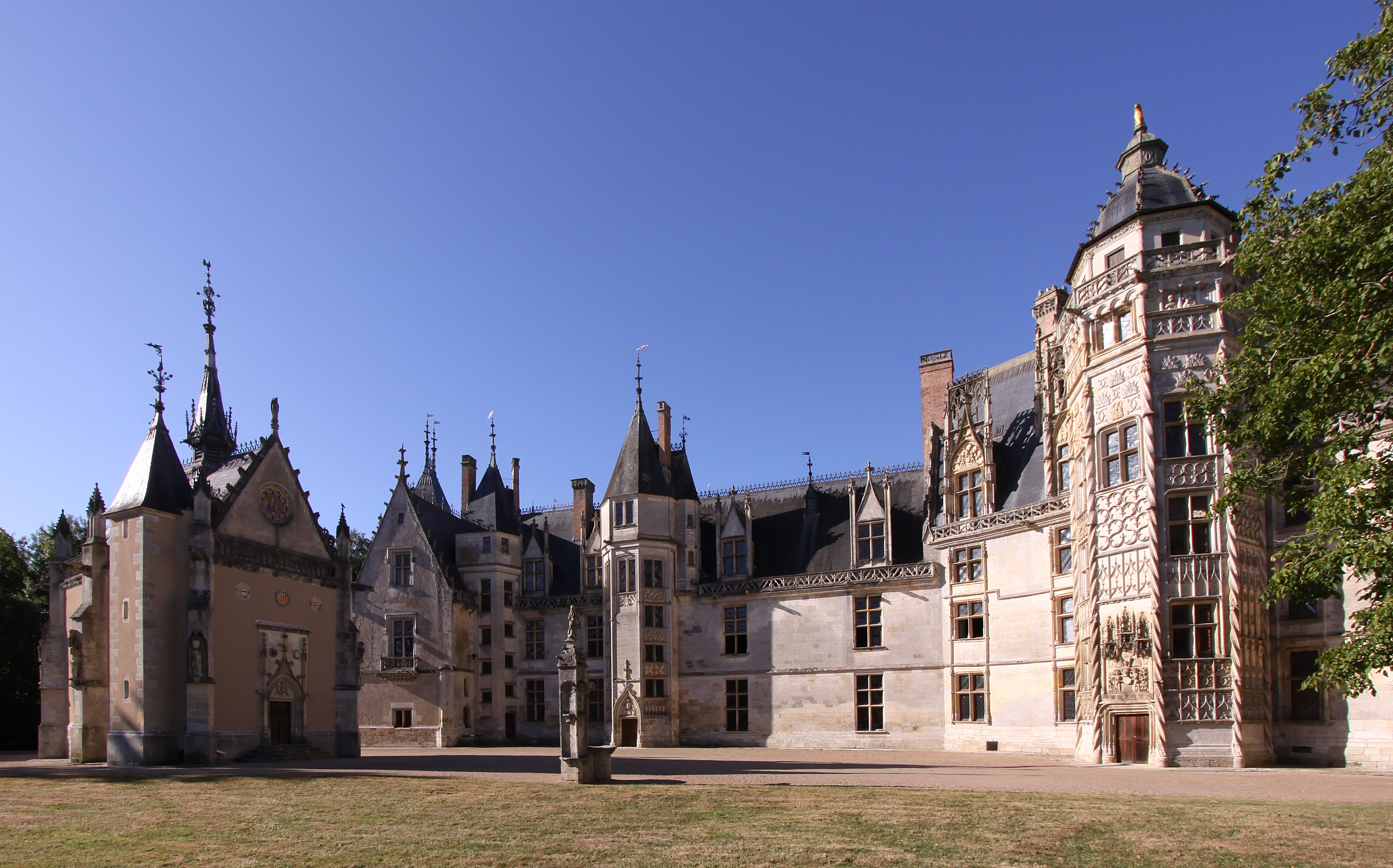
Schloss Meillant
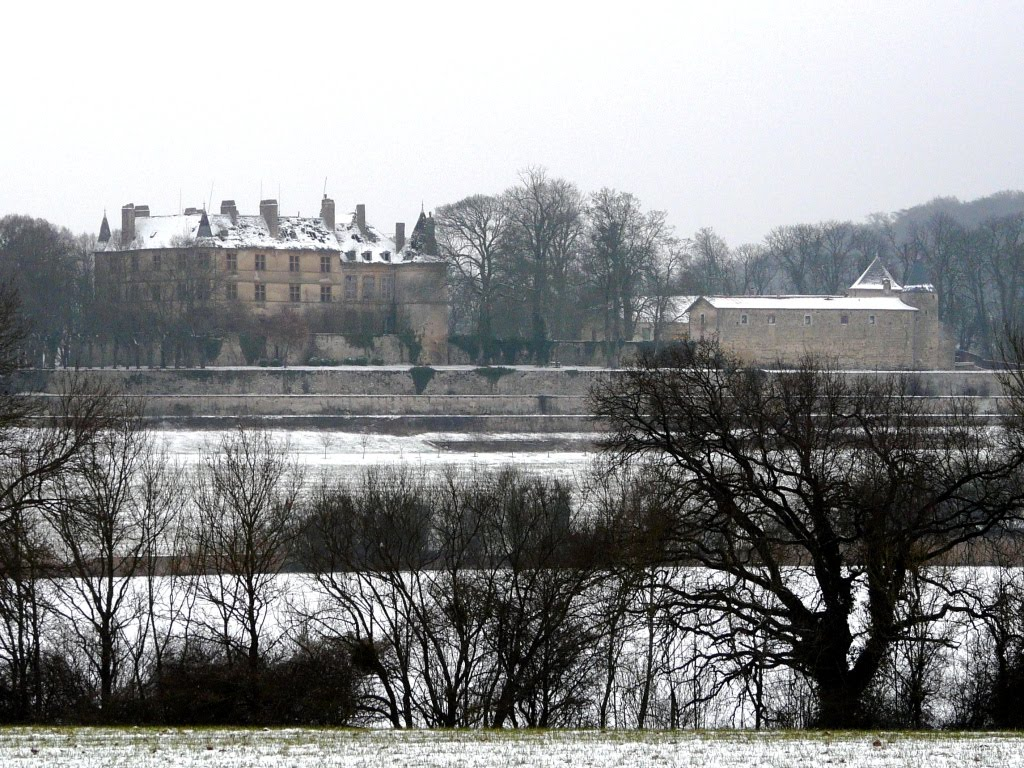
Schloss Hombourg-Budange
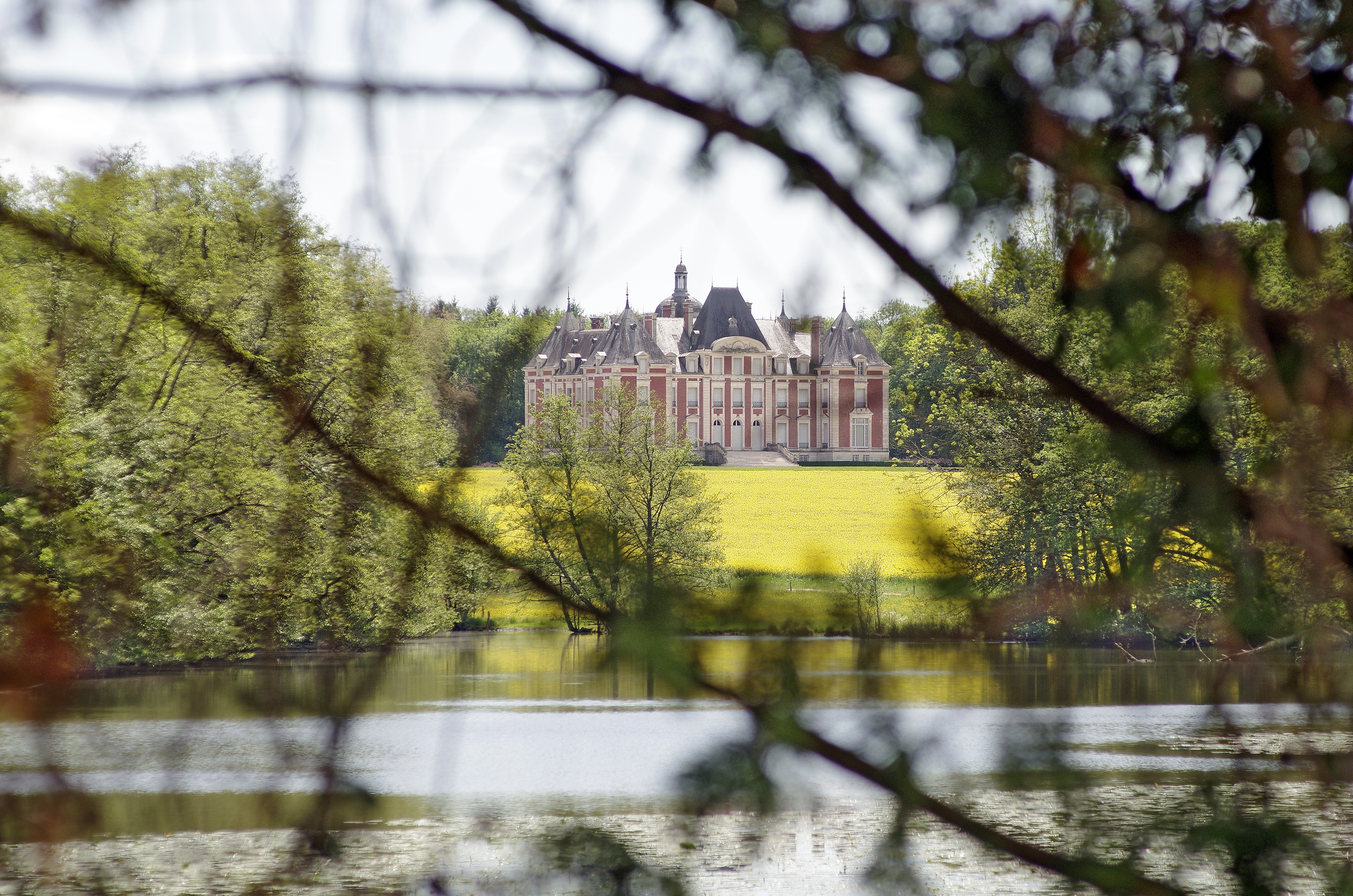
Château du Réveillon, Entrains-sur-Nohain